# Михаил Кутузов (лек крайцер, 1952)
Михаил Кутузов e лек крайцер на ВМФ на СССР от проект 68-бис, „Свердлов“, модификация 68-А. Името си носи в чест на Михаил Кутузов.

## История на строителството
Заложен е на 22 февруари 1951 г. в Николаев, в Николаевския корабостроителен завод „Н. И. Носенко“, със заводски № 385. Спуснат на вода на 29 ноември 1952 г., На 9 август 1954 г. на крайцера е издигнат Военноморския флаг, зачислен е в състава на Червенознаменният Черноморски флот със заповед на Министъра на Отбраната на СССР от 31 януари 1955 г.

## История на службата
Служи в състава на 50-та дивизия крайцери на Ескадрата на Черноморския флот. Базира се в главната база на Черноморския флот – в града-герой Севастопол.
През май 1955 г. на борда на крайцера се провеждат изпитанията на първите корабни вертолети Ка-15 и Ми-1.
Има визити в Румъния през 1955 г., Сплит (Югославия) през 1956 и 1964 г. Отряд черноморскии кораби в състав крайцера „Михаил Кутузов“, есминците „Безукоризненный“ и „Бессменный“, начело с командващия флота адмирал В. А. Касатонов, в периода май – юни 1956 г. посещава порт Драч (Албания), както и през 1957 г. Варна (България) през 1964 г., Алжир през 1968 г.
По време на взрива на линкора „Новоросийск“, „Михаил Кутузов“ се оказва най-близкия съд до линкора. От 93 души аварийно-спасителна команда, изпратена от крайцера за оказване на помощ на екипажа на „Новоросийск“, загиват 27 матроса.
През лятото на 1957 г. крайцерът извършва поход Севастопол – Ленинград – Севастопол, за да участва в праздниците по повод Деня на Военноморския флота на Нева. Изминати са 4500 мили.
На 14 септември 1958 г. на борда на крайцера „Михаил Кутузов“ в Новоросийск е доставен Вечният огън от Севастопол, от Малахов курган. Вечният огън е запален на площада на Героите в град Новоросийск.
През 1961 г. на крайцера са снимките на филма „Отпуска на брега“. По спомените на Владимир Висоцки, участвал с епизодична роля във филма и прекарал месец на крайцера, през същата година на „Кутузов“ е има визита Юрий Гагарин. Този факт също се потвърждава от фотографиите в архива на семейството на капитана 1-ви ранг Борис Александрович Мясников, тогава на служба в Севастопол (виж източниците).
През юни 1964 г. „Михаил Кутузов“, големият противолодъчен кораб (БПК) „Сознательный“, БПК „Комсомолец Украины“ отплават за Средиземно море за носене на бойна служба.

### Арабо-Израелски конфликт
През юни 1967 г., се намира в зона на военни действия, изпълнявайки бойна задача по оказване на помощ на въоръжените сили на Египет, а в периода от 1 август до 31 декември 1968 г. на Въоръжените сили на Сирия.
На 31 март 1969 г. крайцерът „Михаил Кутузов“ става флагмански кораб на 30-та дивизия надводни кораби на ЧФ.

### Последваща служба
В периода март – април 1970 г. крайцерът взема участие в общофлотските учения „Океан“, в които са задействани всички флоти.
През 1987 г. е преведен в резерва на ВМФ. Изключен е от състава на ВМФ на 3 юли 1992 г., намира се на стоянка в Севастопол, разглежда се въпроса за превръщането му в музей или продажбата му за скрап. На 23 – 25 август 2001 г. е предислоциран в град Новоросийск и влиза в състава на Новоросийската военноморска база, войскова част 99005.

### Музей
На 28 юли 2002 г., в Деня на ВМФ, е отворен за посещения като кораб-музей.
От своя първи поход до края на службата си изминава 211900 мили и има 15 далечни морски похода. Над 700 негови моряка са наградени с ордени и медали на СССР.
На крайцера има филиал на музея на Военноморския флот, който сега функционира.

## История на създаването на музея
През 1994 г. президиумът на съвета на ветераните на крайцера „Михаил Кутузов“ излиза с инициативата са се съхрани последния представител на крайцерите от проекта 68бис, оставяйки го за историята, като образец за корабостроенето на 50-те години и като неповторим паметник за техническа архитектура, превръщайки го в център за военнопатриотично възпитание на младежта и музей, пропагандиращ традициите на Военноморския флот. През 1996 г. международната организация ЮНЕСКО взема решение за включването на крайцера „Михаил Кутузов“ в каталога на големите кораби, превърнали се в исторически музеи и центрове от национално значение.
На 14 юли 1999 г. излиза директивата на командващия ЧФ ДК-09 „За организиране на крайцера „Михаил Кутузов“ на филиал на музея на Черноморския флот“.
В края на 1999 г. от главнокомандващия на ВМФ на РФ е взето решението за превеждането на крайцера „Михаил Кутузов“ в порт Новоросийск. През пролетта на 2000 г. крайцерът е поставен в „Плавдок-30“ за подготовка за прехода му в Новоросийск. На 23 август 2001 г. корабът, в съпровождение на буксира „Шахтер“, напуска Севастопол, а вече на 25 август пристига в порт Новоросийск.
Със заповед № 216 от 6 февруари 2012 г. на Министъра на отбраната на РФ „Корабът на бойната слава „Михаил Кутузов““ е включен в щата на Централния военноморски музей.

## Съвременно използване
Крайцерът се намира в резерва на ВМФ, артилерията и силовата установка са напълно функциониращи. На крайцера е разположена базова станция на компанията МТС, която осигурява високо качество на радиосигнала в центъра на града и на територията на морската гара, където се провеждат гродските празнични мероприятия, парадите и концертите.
Също така крайцера е отворен за посещения музей. Има и платени екскурзии. Разглеждат се въпросите за музификация и ремонт на крайцера. През 2014 г. е планиран ремонт на крайцера в Новоросийския кораборемонтен завод.
През 2014 г., след събитията в Крим, живееща в Севастопол група ветерани, служили по различно време на крайцера, повдига инициатива за превод на кораба обратно в Севастопол.
В Деня на Победата, на 9 май 2016 г., в Новоросийск крайцера „Михаил Кутузов“ произвежда артилерийски салют по време на военния парад.
Закрит е за ремонт през 2018 г., край на ремонта – 2020 г.
Към средата на юли крайцерът се намира в пристанището на Новоросийск и успешно приема туристически екскурзии от целия свят.
Има статус на кораб музей, влиза в състава на Черноморския флот на РФ.

## Командири на кораба
- От 12 декември 1954 г. – капитан 2-ри ранг М. З. Любичев.
- От 8 октомври 1955 г. – капитан 2-ри ранг Г. Е. Голота.
- От 27 септември 1958 г. – капитан 2-ри ранг С. М. Федоров.
- От 4 септември 1961 г. – капитан 2-ри ранг В. М. Леоненков.
- От 12 август 1966 г. – капитан 2-ри ранг Н. К. Федоров.
- От 24 октомври 1969 г. – капитан 2-ри ранг К. И. Жилин.
- От 19 февруари 1971 г. – капитан 2-ри ранг А. А. Гусев.
- От 28 септември 1973 г. – капитан 2-ри ранг В. В. Распутин.
- От 18 декември 1976 г. – капитан 2-ри ранг А. А. Гармашов.
- От 15 октомври 1979 г. – капитан 2-ри ранг Н. И. Малинка.
- От 22 юни 1985 г. – капитан 2-ри ранг Ю. Н. Рябенький.